# Egisto
Egisto ist ein männlicher Vorname.

## Herkunft und Bedeutung
Der Name ist von Aigisthos, (altgriechisch Αἴγισθος), abgeleitet.

## Namensträger
- Egisto Pandolfini (1926–2019), italienischer Fußballspieler
- Egisto Masotti (* 1944), italienischer Amateurastronom
- Egisto Ott (* 1962), österreichischer Polizist